# Arda (fiume italiano)
L'Arda è un torrente che scorre per tutta la sua lunghezza in provincia di Piacenza.

## Percorso
Nasce a circa 1250 m di quota dalle pendici del Monte Castellaccio non lontano dalla località Teruzzi, nell'Appennino piacentino, sullo spartiacque dei comuni di Morfasso e Bardi.
Dopo circa 15 km di corso, il torrente è sbarrato da una diga artificiale, che dà origine ad uno specchio d'acqua, denominato Lago di Mignano, un tempo utilizzato anche come fonte di energia idroelettrica ma che attualmente ha mantenuto solo la funzione di riserva idrica. Il torrente lambisce poi Lugagnano Val d'Arda e Castell'Arquato, quindi sbocca in pianura, dove attraversa i comuni di Fiorenzuola d'Arda, Cortemaggiore e Villanova sull'Arda.
Nell'ultimo breve tratto, dopo la confluenza col torrente Ongina, che ha origine nelle colline piacentine, l'Arda segna il confine col comune di Polesine Zibello in provincia di Parma, per poi immettersi infine nel fiume Po.
L'Arda è un corso d'acqua dal tipico regime torrentizio, con massimi di portata in primavera e in autunno (in corrispondenza, quindi, di periodi con forti precipitazioni piovose) e minimi idrometrici in estate. Il regime pluviale del bacino dell'Arda è contraddistinto da alta piovosità solamente nelle aree prossime al crinale, a causa dell'intensità dei fronti, che per la prossimità del mare Ligure e per la conformazione orografica amplificano la loro azione mentre nella zona collinare e di pianura la piovosità risulta modesta. Le maggiori piene dell'Arda si verificarono in maggio-giugno 1879 e settembre 1937 (massima storica), con notevoli fenomeni di esondazione. Anche durante l'alluvione del 2015 l'Arda vide una portata d'acqua eccezionale con un evidente rischio di esondazione.
Il torrente attraversa la Riserva naturale geologica del Piacenziano.

## Galleria d'immagini

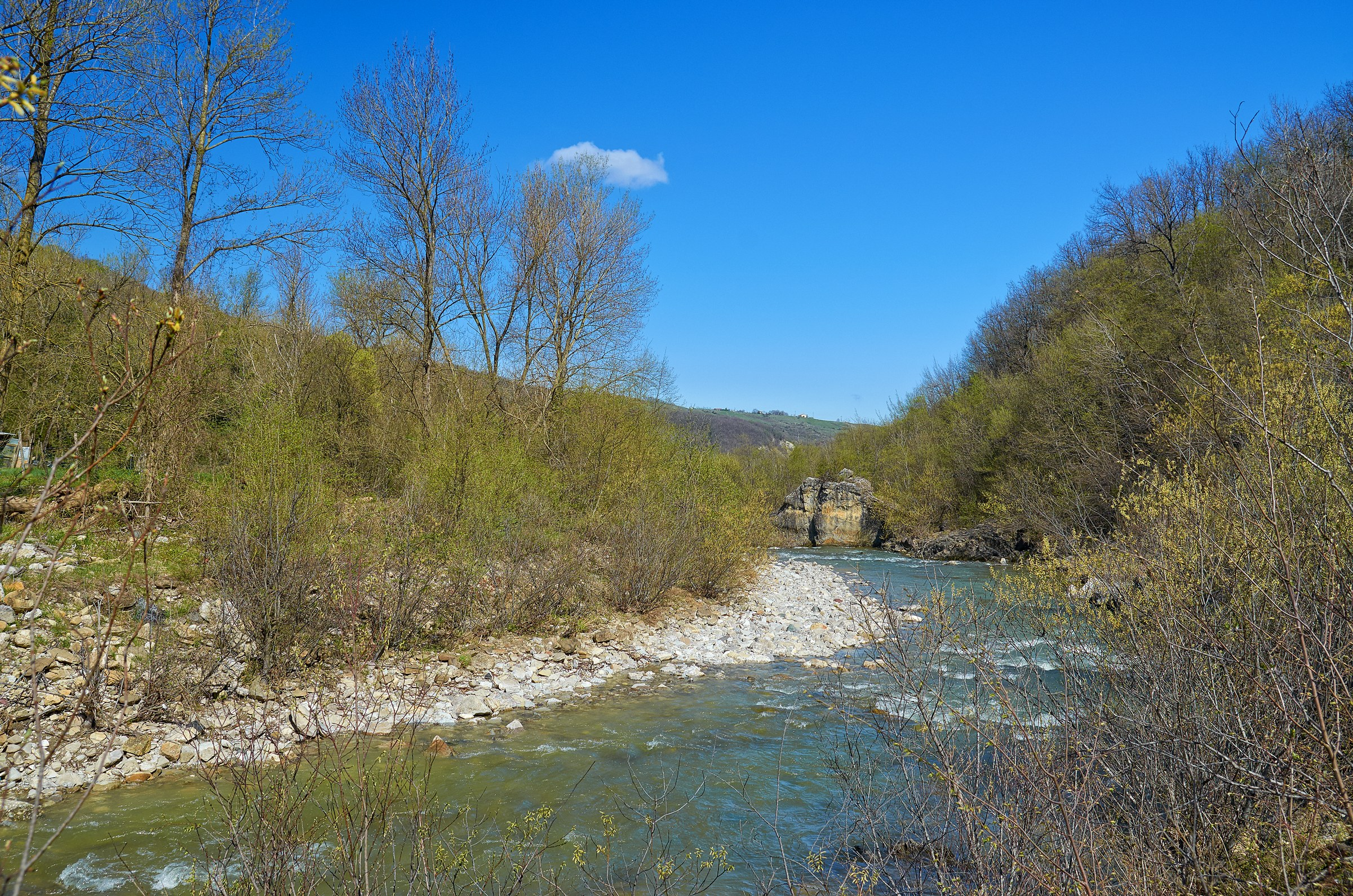
L'Arda nel tratto appenninico
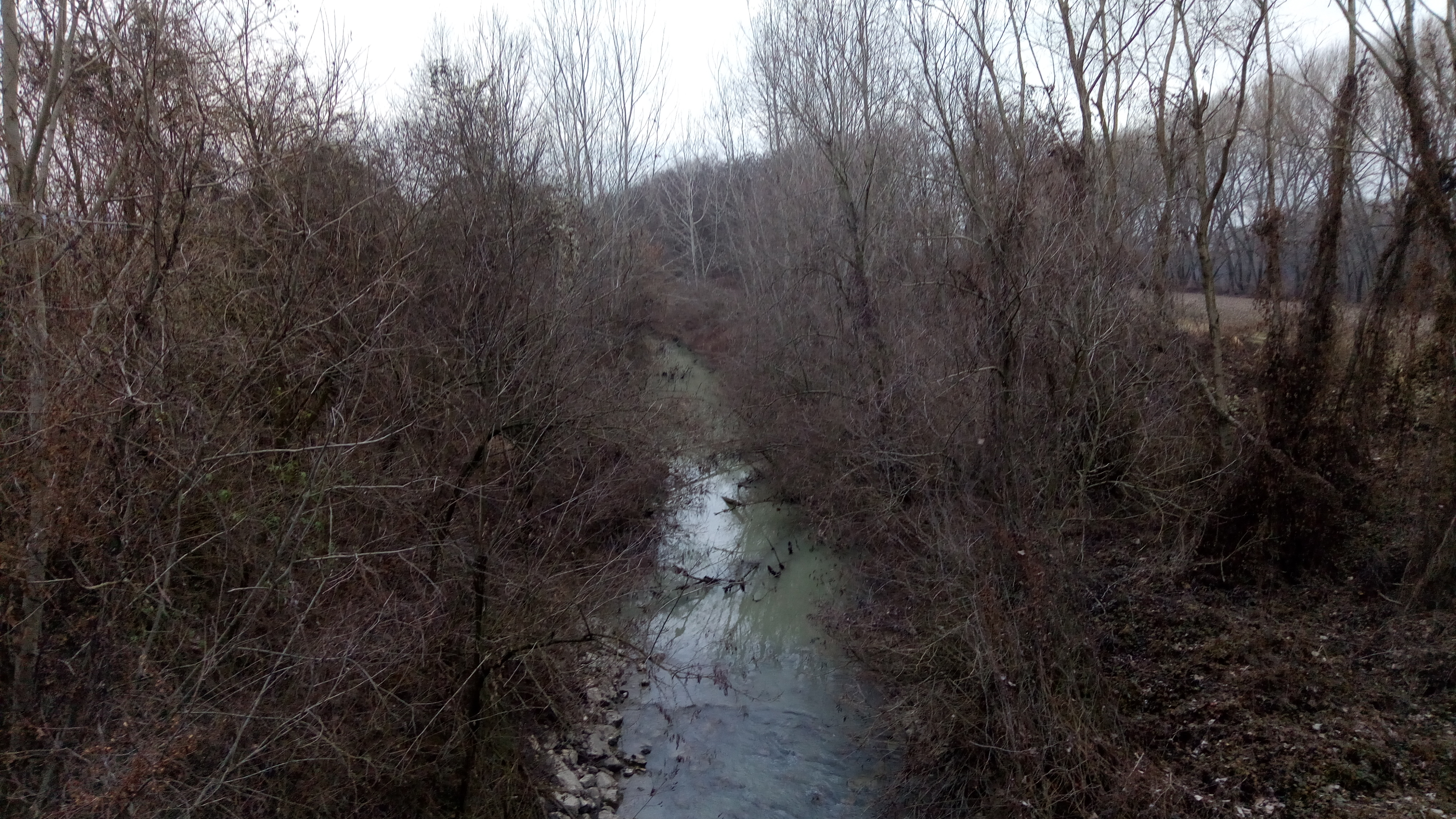
Il torrente nel territorio di Villanova d'Arda poco prima della confluenza dell'Ongina